# Vilella Alta

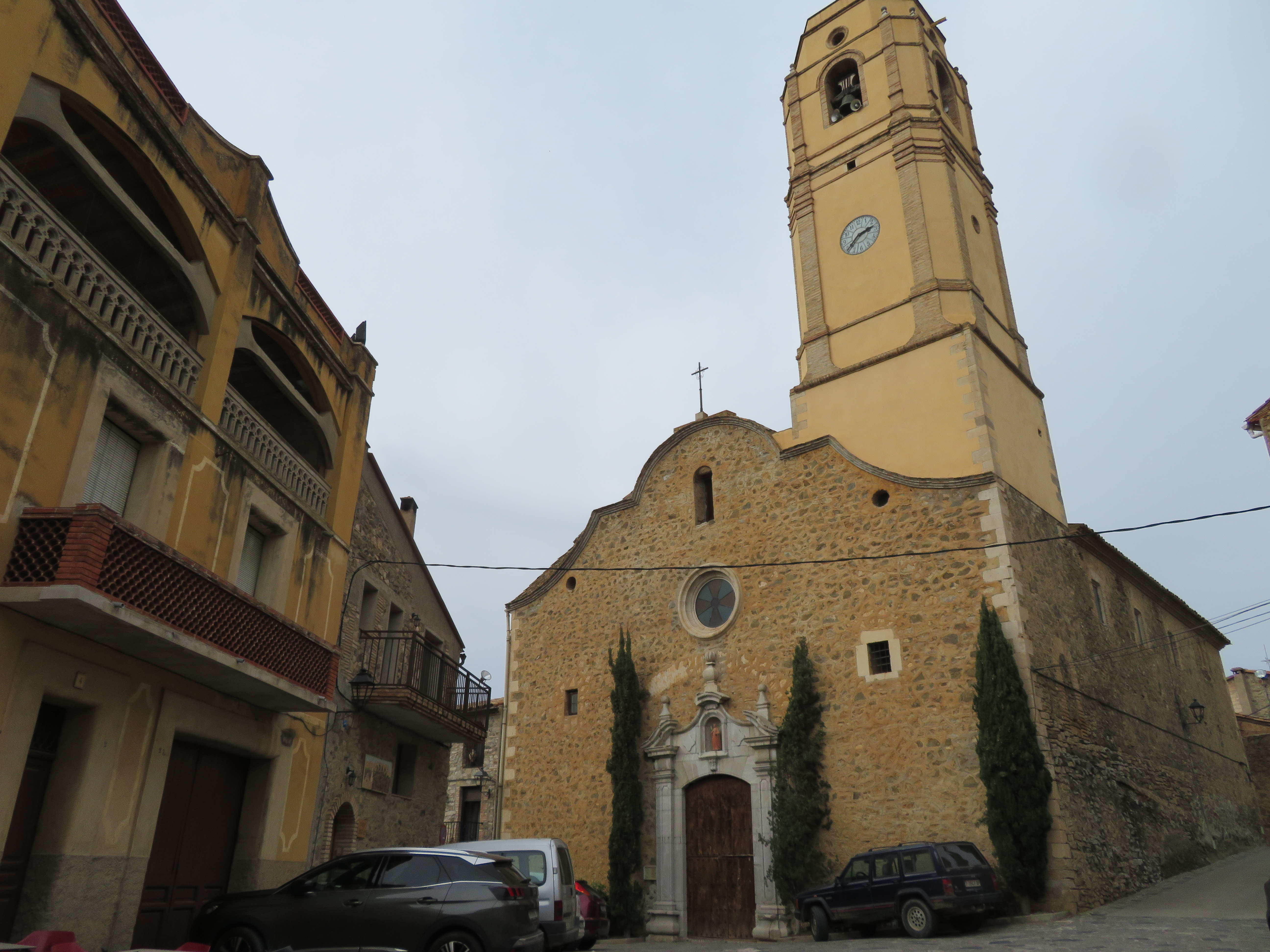
Iglesia de Santa Lucía

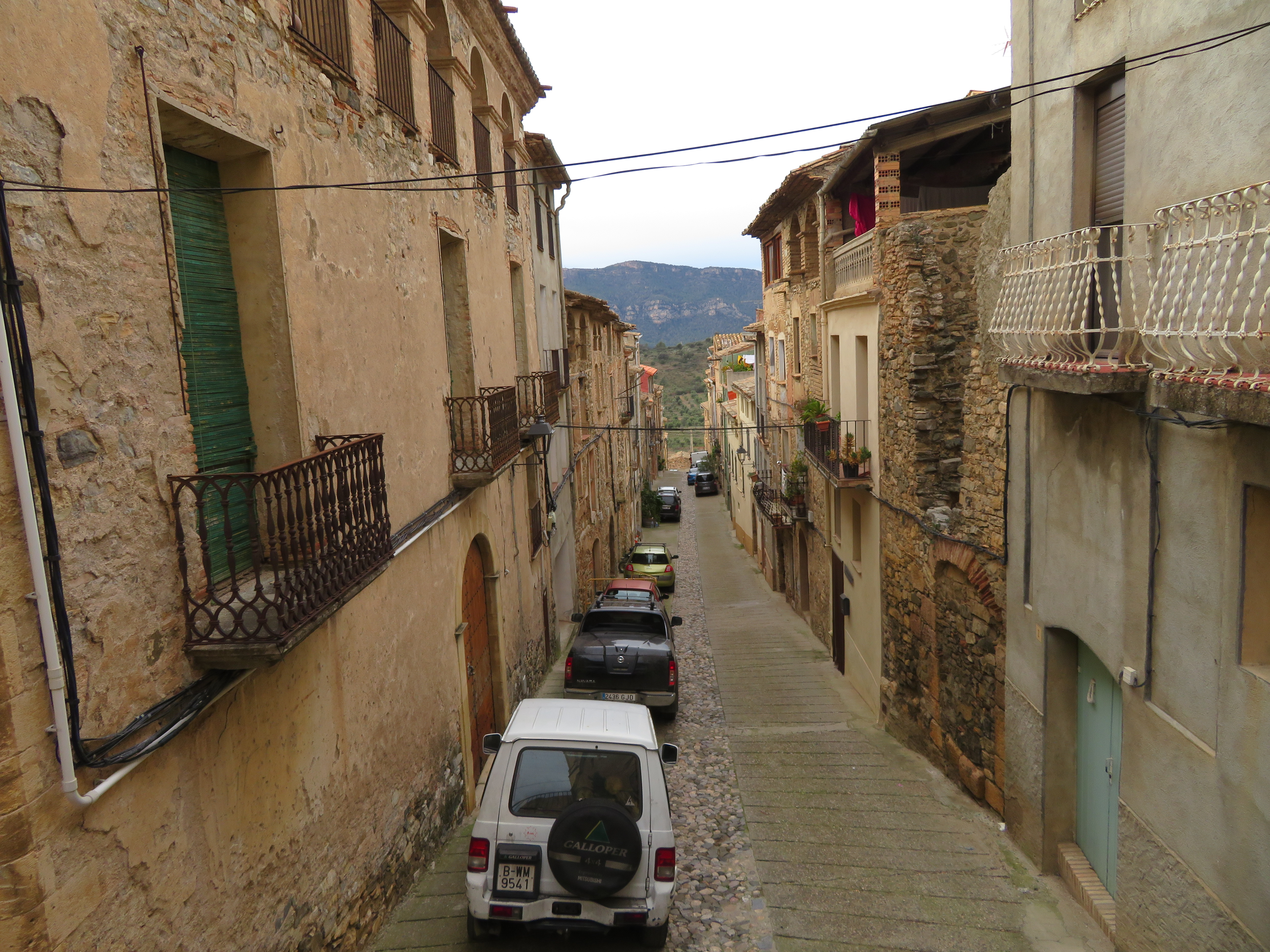
Calle de Vilella Alta

Vilella Alta (oficialmente en catalán: la Vilella Alta) es un municipio de Cataluña, España, perteneciente a la provincia de Tarragona, en la comarca de El Priorato. Cuenta con una población de 128 habitantes (INE 2024).

## Historia
La población fue fundada por los cartujos de Escaladei en 1286. El nombre de la población cambió con los Decretos de Nueva Planta. Hasta entonces se la conocía como Vilella d'Amunt.
La iglesia fue fortificada durante la primera guerra carlista. La guardia de tropas liberales, compuesta por 36 hombres, fue asesinada durante un ataque carlista. Se decidió entonces amurallar el pueblo aunque sólo queda como vestigio de este muro un topónimo: el de el Portalet, correspondiente al lugar en que se encontraba la puerta de entrada.

## Geografía humana

### Demografía
Cuenta con una población de 128 habitantes (INE 2024).
| Gráfica de evolución demográfica de Vilella Alta entre 1842 y 2021 |
| |
| Población de derecho según los censos de población del INE Población de hecho según los censos de población del INEEn estos censos se denominaba Vilella Alta: 1842, 1857, 1860, 1877, 1887, 1897, 1900, 1910, 1920, 1930, 1940, 1950, 1960, 1970 y 1981 |

### Economía
La base de la economía de la población es la agricultura de secano. Predominan las viñas, seguidas por los almendros y olivos. Cuenta con una cooperativa agrícola desde 1933.

## Administración y política
En las elecciones municipales del 22 de mayo de 2011 obtuvo un 100% de abstención, por acuerdo de todos los vecinos y a modo de protesta por el hecho de que la única lista que se presentó fue la del PP con un candidato ajeno al pueblo que nunca se mostró.

## Cultura
La iglesia parroquial está dedicada a Santa Lucía. Fue construida en el siglo XVIII en estilo neoclásico con elementos barrocos. Es un edificio de tres naves y coro y tiene adosado el campanario. La mayoría de las piezas de arte del templo se encuentran en el Museo Diocesano de Tarragona. En su interior se conserva un retablo de estilo renacentista.
Vilella Alta celebra su fiesta mayor en el mes de enero. Las fiestas de verano coinciden con la festividad de Santiago Apóstol, en el mes de julio.